# Джолтай
Джолтай (рум. Joltai, Жолтай) — село на юге Молдавии в составе автономного территориального образования Гагаузия.
.

## География
Село Джолтай расположено в средней части АТО Гагаузия, в низине между холмами, в 17 км севернее районного центра Чадыр-Лунги. Территория, занимаемая селом, составляет 28,9 км², в том числе площадь села — 176,95 га.

## Население
По данным на 1 января 2008 года, в селе проживали 594 семьи общей численностью 2300 человек. Основная часть населения (около 98%) — гагаузы. Кроме них, в селе живут русские, украинцы, молдаване, болгары, цыгане.

## Известные уроженцы села
- Шошева, Наталья (род.1964) – политик, государственный деятель.